# Station Mansfield
Mansfield is een spoorwegstation van National Rail in Mansfield in Engeland. Het station is eigendom van Network Rail en wordt beheerd door East Midlands Railway. 